# Cífer
Cífer je obec na Slovensku v okrese Trnava. V obci žije přibližně 4 900 obyvatel. První písemná zmínka o obci pochází z roku 1291.
V obci stojí římskokatolický kostel svatého Michaela archanděla postavený v roce 1935 a kaple sv. Jana Nepomuckého pocházející z 18. století.

## Poloha a charakteristika
Cíferem protéká potok Gidra pramenící v Malých Karpatech.
K Cíferu patří i dvě místní části – Pác a Jarná. V místní části Pác je římskokatolický kostel svatých apoštolů Petra a Pavla ze 17. století. Na pravém břehu Gidry se na území této části nachází archeologická lokalita Pác s pozůstatky římské vojenské stanice z 1. poloviny 4. století n. l. se zachovalými zděnými základy kasáren a zbytky palisádového opevnění s příkopem a studna.

## Galerie

Cífer
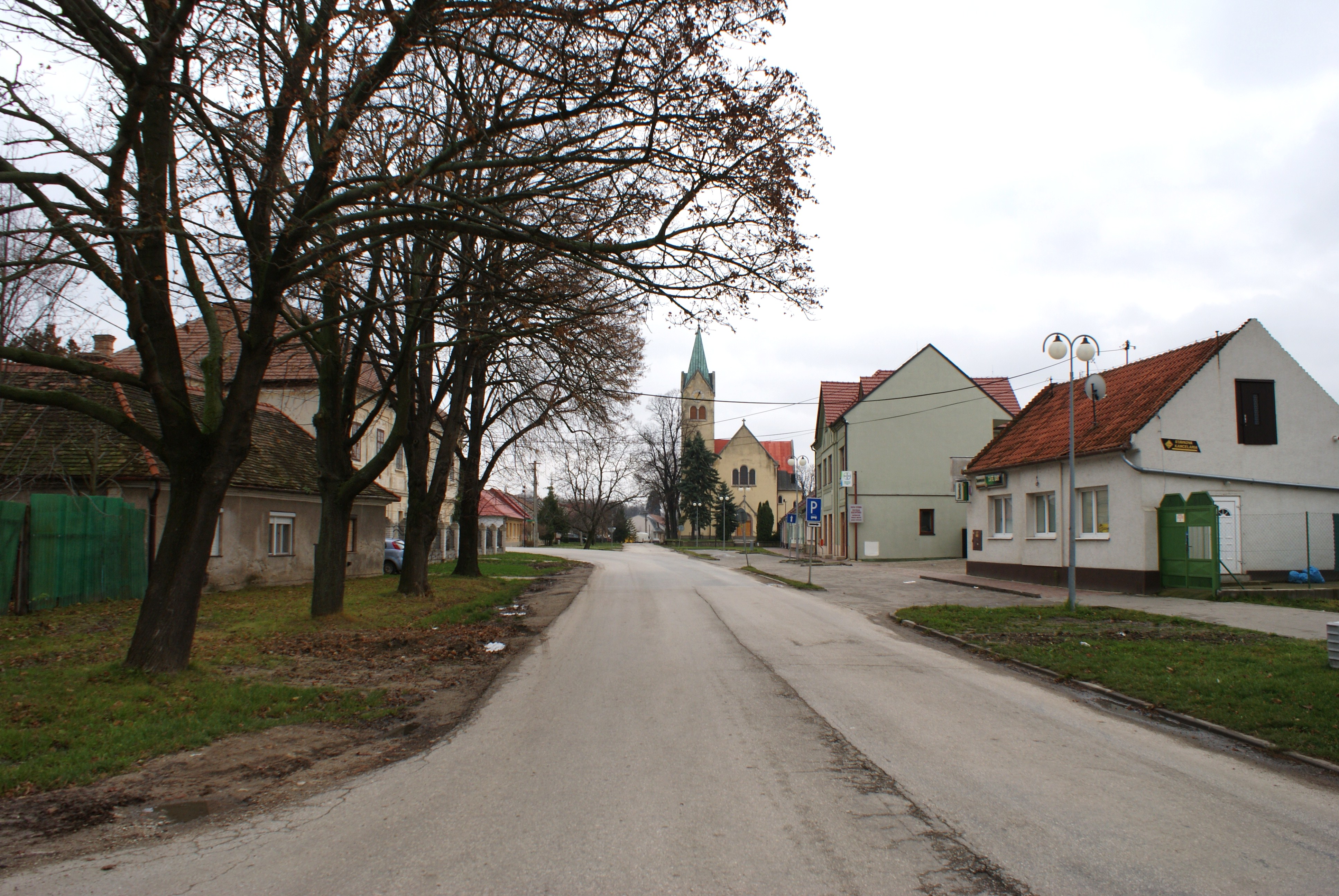
Ulice
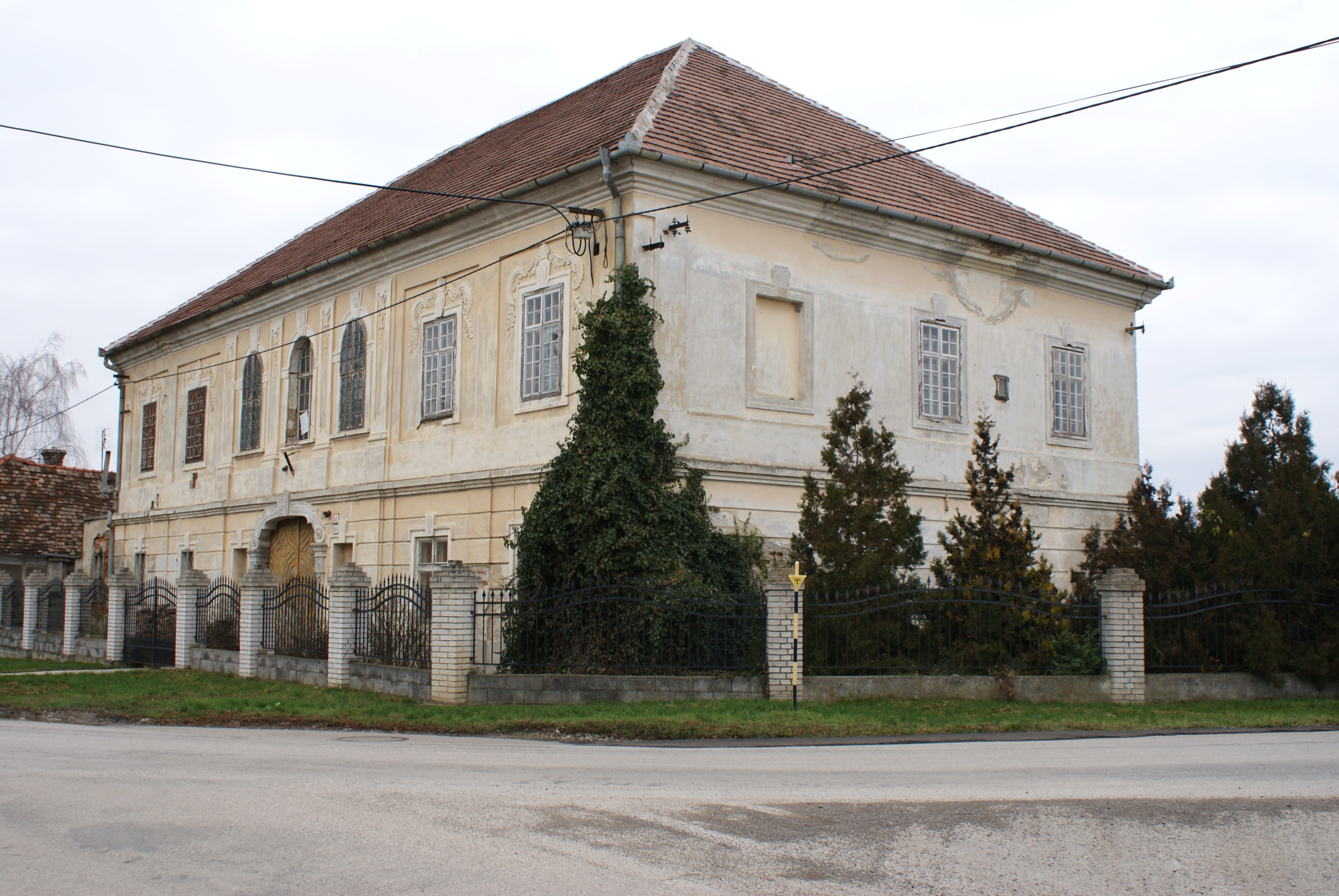
Panský dům
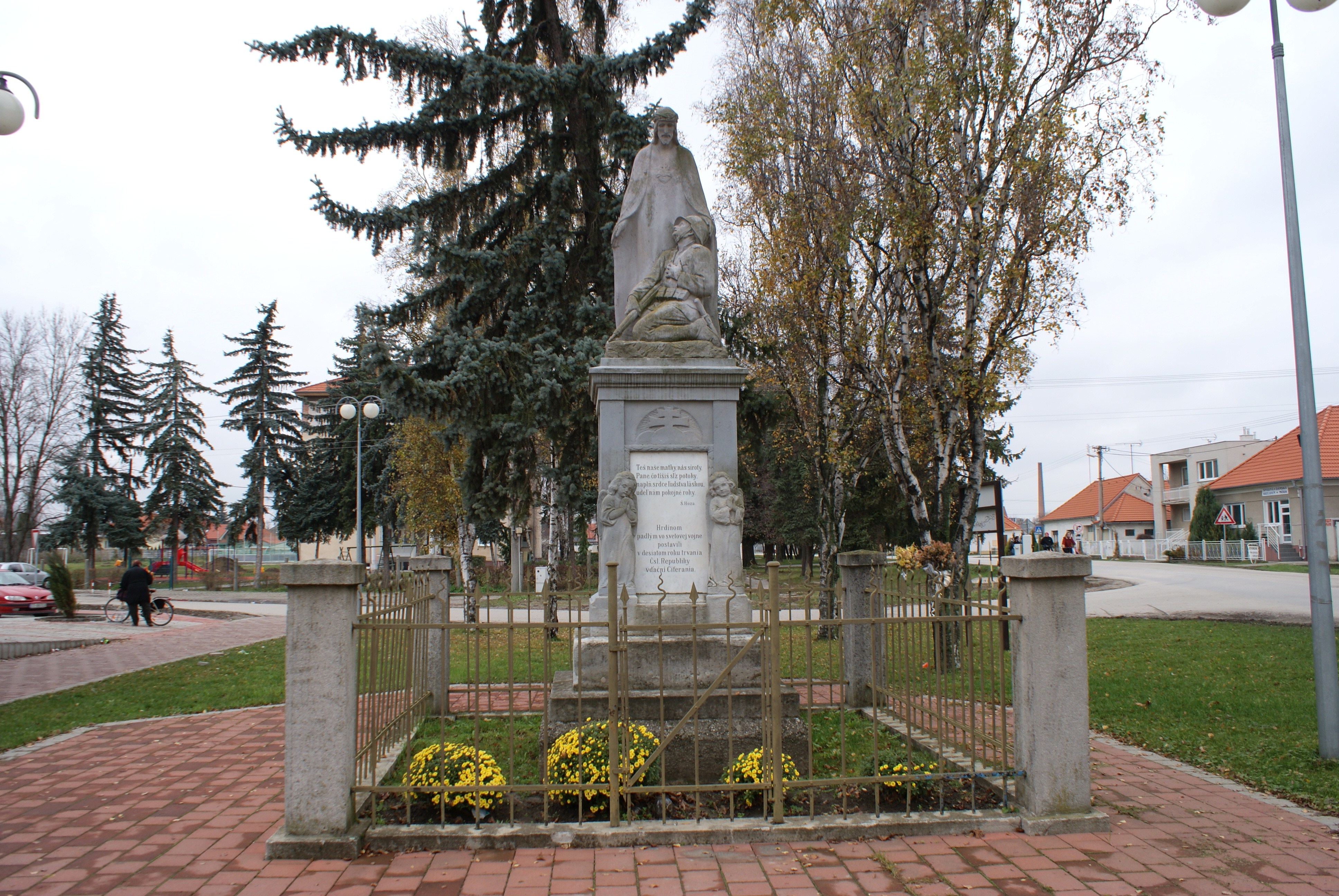
Památník padlým
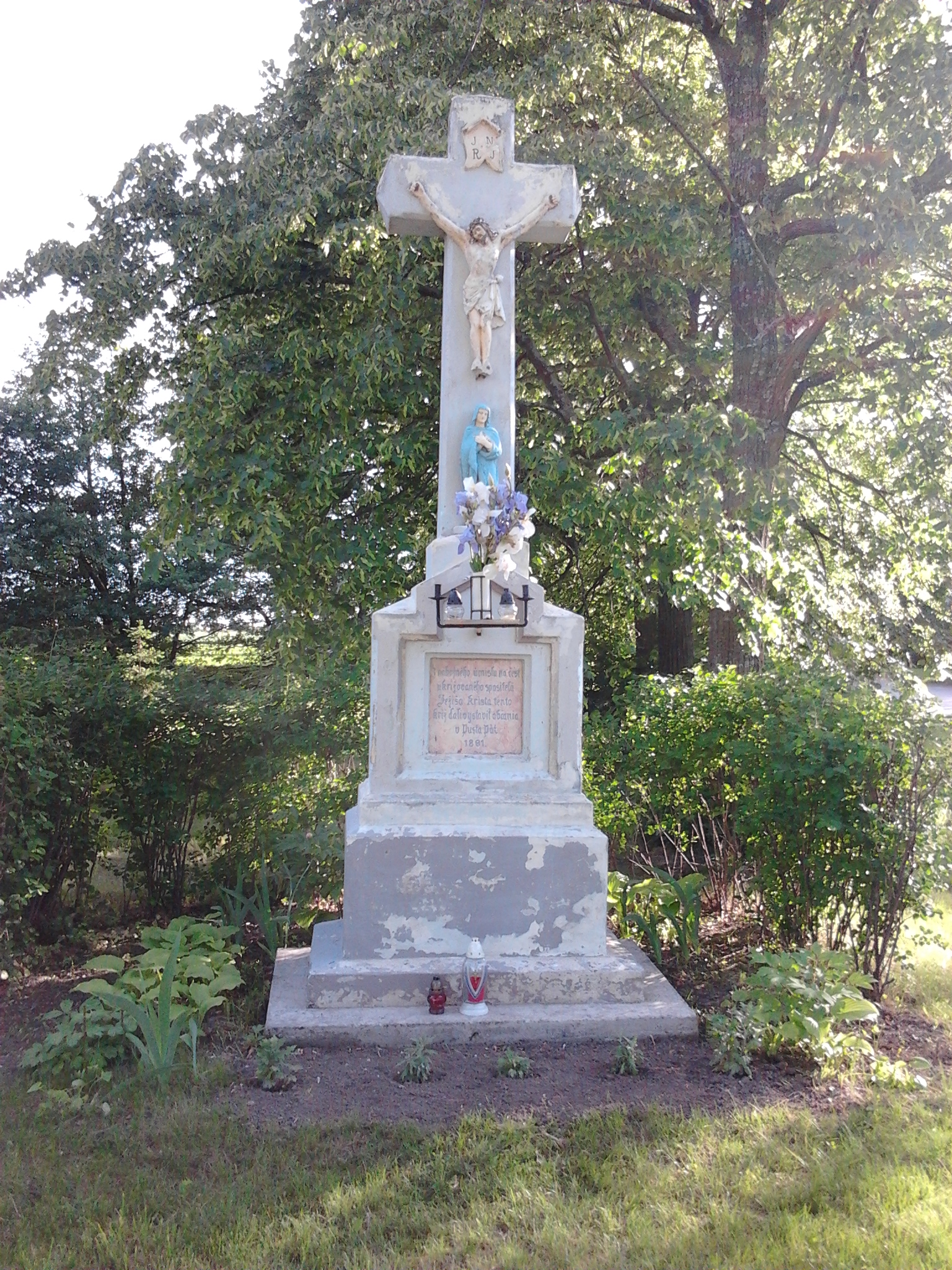
Křížek
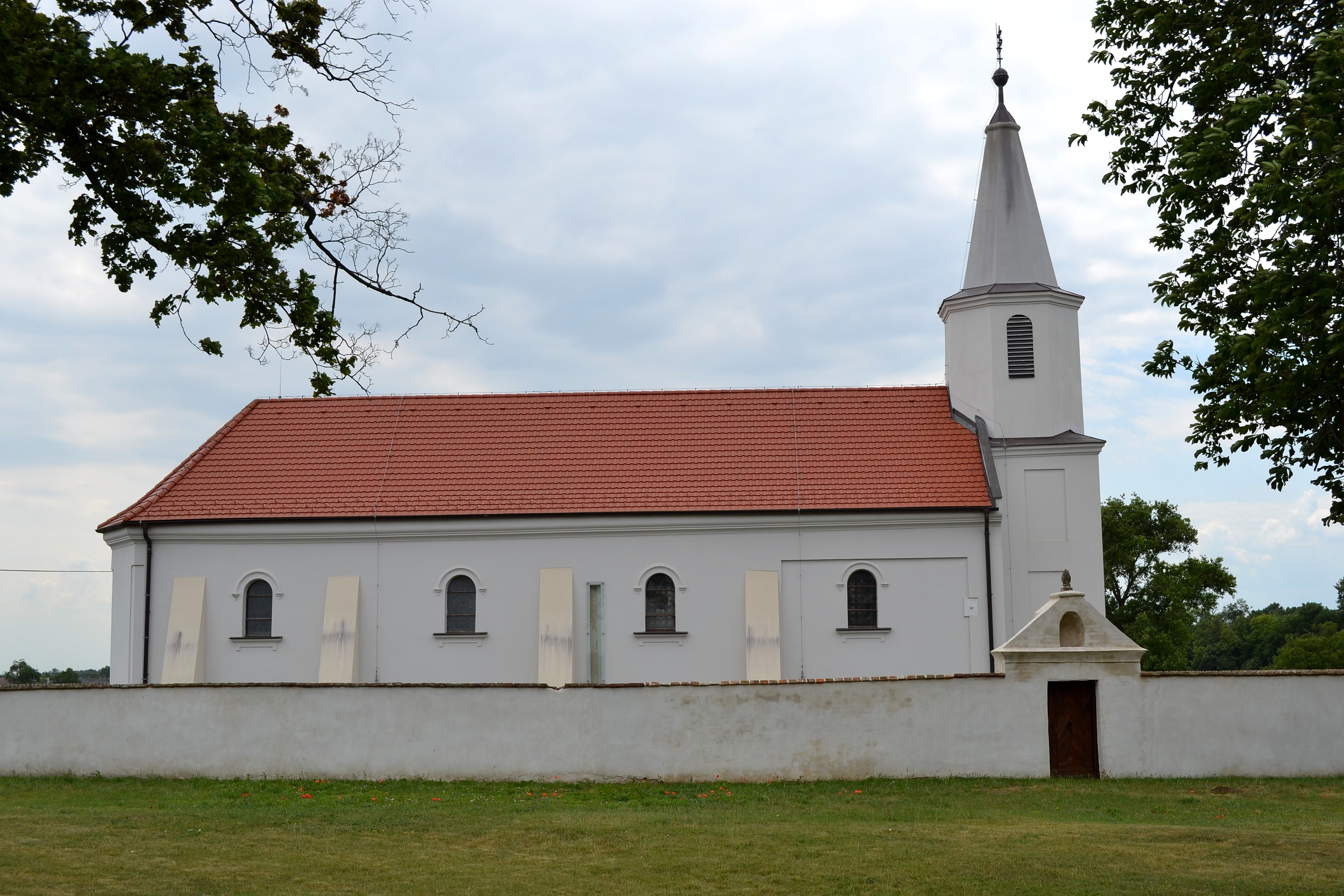
Kostel sv. Petra a Pavla
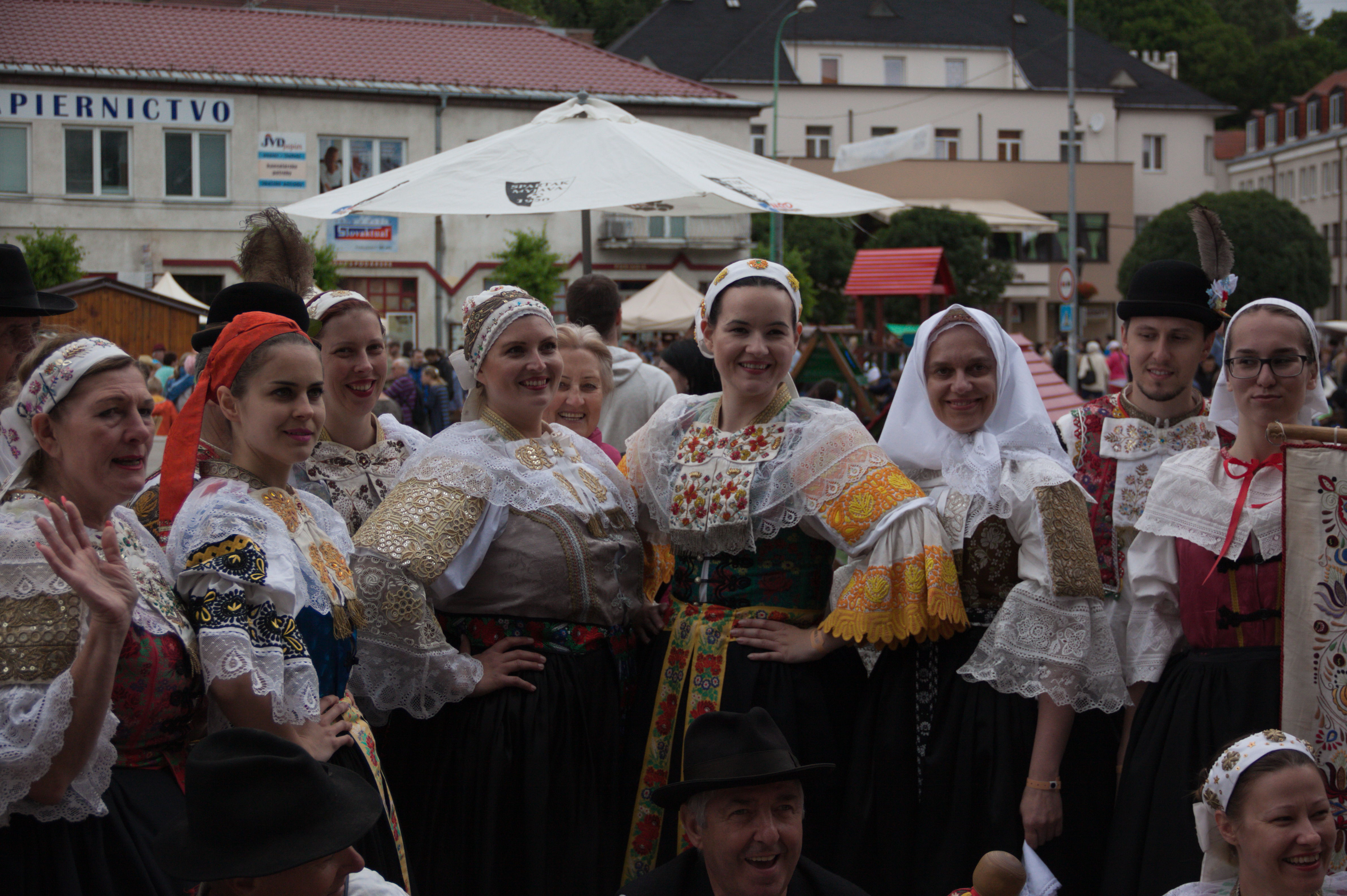
Lidové kroje

## Osobnosti
- Marcel Géry (* 1965), slovensko-kanadský plavec, olympijský medailista
- Laco Lučenič (* 1952), hudebník
- Antonie Zichyová (1816–1888), uherská šlechtična, manželka Lajose Batthyányho